# Марк Лициний Красс
Марк Лици́ний Красс (лат. Marcus Licinius Crassus (Dives); родился в 115 или 114 году до н. э. — погиб в мае 53 года до н. э., близ Карр, Парфянское царство) — древнеримский полководец и политический деятель, консул 70 и 55 годов до н. э., участник первого триумвирата, один из богатейших людей своего времени. Принадлежал к знатному плебейскому роду Лициниев. В молодости начал карьеру судебного оратора, но был вынужден её прервать из-за гражданских войн. Отец и брат Марка Лициния погибли во время террора Гая Мария и Луция Корнелия Цинны (87 год до н. э.). Он сам скрывался в Испании, а в 83 году присоединился к Луцию Корнелию Сулле и под его началом принял участие в разгроме марианской «партии».
Во время диктатуры Суллы (82—79 годы до н. э.) Красс обогатился за счёт проскрипций. В последующие годы он активно инвестировал в городскую недвижимость, благодаря чему стал одним из богатейших людей Римской республики. Красс использовал это для расширения своего влияния и, в частности, для того, чтобы превзойти Гнея Помпея Великого. О ранних этапах его магистратской карьеры ничего не известно. Только в 72 году до н. э., когда в ходе восстания Спартака потерпели поражение оба консула, Красс получил командование в этой войне с особыми полномочиями. Он смог рядом жёстких мер восстановить дисциплину в армии и за шесть месяцев разгромить восставших (к весне 71 года). После этого он был избран консулом на 70 год. Красс и его коллега Помпей добились отмены основных установлений сулланского режима: вернули прежний объём полномочий народным трибунам, провели судебную реформу, возродили цензорскую магистратуру.
В 65 году до н. э. цензором был сам Красс. В последующие годы он, по данным некоторых источников, был причастен к заговору Катилины, а также противодействовал Помпею, вернувшемуся с Востока. В 60 году он заключил триумвират с Помпеем и Гаем Юлием Цезарем, благодаря которому добился мер, выгодных для себя и деловых кругов Рима в целом. Союз был укреплён на встрече триумвиров в Лукке в 56 году. По её итогам Красс получил второе консульство на следующий год и наместничество в Сирии. В 54 году до н. э. он начал войну с Парфией. Его вторжение в Месопотамию оказалось неудачным: в битве при Каррах Красс потерпел поражение и погиб.

## Биография

### Происхождение
Марк Лициний принадлежал к плебейскому роду, представители которого были в составе самой первой коллегии народных трибунов и достигли консульства уже в 364 году до н. э. Правда, в промежутке между 361 и 236 годами они ни разу не упоминаются в Капитолийских фастах. Начало следующего периода в истории рода связано с жившим предположительно во время Первой Пунической войны Публием Лицинием, старший из сыновей которого получил прозвище Crassus, ставшее когноменом для его потомков.
Предположительно прадедом Марка Лициния был консул 171 года до н. э., племянник первого Красса-консула Публия Лициния Красса Дива, коллеги Сципиона Африканского в 205 году до н. э. Дед Марка Лициния, тоже Марк, был претором в 127 или 126 году и получил прозвище Агеласт (от греческого ἀγέλαστος — «угрюмый», «неулыбчивый») за свой неизменно мрачный вид. Сыном Марка-старшего и отцом Марка-младшего был Публий Лициний Красс, достигший высших должностей, — в 97 году он был консулом, а в 89 году — цензором. Матерью Марка Лициния была Венулея, принадлежавшая к муниципальной аристократии.
Мнения историков о материальном положении этой ветви Лициниев расходятся. Известно, что Марк Лициний получил в наследство 300 талантов — относительно небольшую сумму. Учитывая это и происхождение Венулеи, некоторые антиковеды предполагают, что Публий Лициний был человеком небогатым и из-за этого согласился на явный мезальянс. С другой стороны, есть мнение, что наследство могло просто уменьшиться за годы гражданской войны.
|                      |                      |                      |                      |                      |                      |  |  |                            |                          |                          |                          | Публий Лициний           |                          |  |  |                                   |                                   |                                   |                                   |                                   |                                   |  |  |                                           |                                           |                                           |                                           |                                           |                                           |  |  |                     |                     |                     |                     |                     |                     |  |  |  |  |  |  |
|                      |                      |                      |                      |                      |                      |  |  |                            |                          |                          |                          |                          |                          |  |  |                                   |                                   |                                   |                                   |                                   |                                   |  |  |                                           |                                           |                                           |                                           |                                           |                                           |  |  |                     |                     |                     |                     |                     |                     |  |  |  |  |  |  |
|                      |                      |                      |                      |                      |                      |  |  |                            |                          |                          |                          |                          |                          |  |  |                                   |                                   |                                   |                                   |                                   |                                   |  |  |                                           |                                           |                                           |                                           |                                           |                                           |  |  |                     |                     |                     |                     |                     |                     |  |  |  |  |  |  |
|                      |                      |                      |                      |                      |                      |  |  | Публий Лициний Красс       | Публий Лициний Красс     | Публий Лициний Красс     | Публий Лициний Красс     | Публий Лициний Красс     | Публий Лициний Красс     |  |  | Гай Лициний Вар                   | Гай Лициний Вар                   | Гай Лициний Вар                   | Гай Лициний Вар                   | Гай Лициний Вар                   | Гай Лициний Вар                   |  |  |                                           |                                           |                                           |                                           |                                           |                                           |  |  |                     |                     |                     |                     |                     |                     |  |  |  |  |  |  |
|                      |                      |                      |                      |                      |                      |  |  | Публий Лициний Красс       | Публий Лициний Красс     | Публий Лициний Красс     | Публий Лициний Красс     | Публий Лициний Красс     | Публий Лициний Красс     |  |  | Гай Лициний Вар                   | Гай Лициний Вар                   | Гай Лициний Вар                   | Гай Лициний Вар                   | Гай Лициний Вар                   | Гай Лициний Вар                   |  |  |                                           |                                           |                                           |                                           |                                           |                                           |  |  |                     |                     |                     |                     |                     |                     |  |  |  |  |  |  |
|                      |                      |                      |                      |                      |                      |  |  |                            |                          |                          |                          |                          |                          |  |  |                                   |                                   |                                   |                                   |                                   |                                   |  |  |                                           |                                           |                                           |                                           |                                           |                                           |  |  |                     |                     |                     |                     |                     |                     |  |  |  |  |  |  |
|                      |                      |                      |                      |                      |                      |  |  | Публий Лициний Красс Див   | Публий Лициний Красс Див | Публий Лициний Красс Див | Публий Лициний Красс Див | Публий Лициний Красс Див | Публий Лициний Красс Див |  |  | Гай Лициний Вар                   | Гай Лициний Вар                   | Гай Лициний Вар                   | Гай Лициний Вар                   | Гай Лициний Вар                   | Гай Лициний Вар                   |  |  |                                           |                                           |                                           |                                           |                                           |                                           |  |  |                     |                     |                     |                     |                     |                     |  |  |  |  |  |  |
|                      |                      |                      |                      |                      |                      |  |  | Публий Лициний Красс Див   | Публий Лициний Красс Див | Публий Лициний Красс Див | Публий Лициний Красс Див | Публий Лициний Красс Див | Публий Лициний Красс Див |  |  | Гай Лициний Вар                   | Гай Лициний Вар                   | Гай Лициний Вар                   | Гай Лициний Вар                   | Гай Лициний Вар                   | Гай Лициний Вар                   |  |  |                                           |                                           |                                           |                                           |                                           |                                           |  |  |                     |                     |                     |                     |                     |                     |  |  |  |  |  |  |
|                      |                      |                      |                      |                      |                      |  |  |                            |                          |                          |                          |                          |                          |  |  |                                   |                                   |                                   |                                   |                                   |                                   |  |  |                                           |                                           |                                           |                                           |                                           |                                           |  |  |                     |                     |                     |                     |                     |                     |  |  |  |  |  |  |
|                      |                      |                      |                      |                      |                      |  |  | Публий Лициний Красс       | Публий Лициний Красс     | Публий Лициний Красс     | Публий Лициний Красс     | Публий Лициний Красс     | Публий Лициний Красс     |  |  | Гай Лициний Красс                 | Гай Лициний Красс                 | Гай Лициний Красс                 | Гай Лициний Красс                 | Гай Лициний Красс                 | Гай Лициний Красс                 |  |  | Марк Лициний Красс                        | Марк Лициний Красс                        | Марк Лициний Красс                        | Марк Лициний Красс                        | Марк Лициний Красс                        | Марк Лициний Красс                        |  |  |                     |                     |                     |                     |                     |                     |  |  |  |  |  |  |
|                      |                      |                      |                      |                      |                      |  |  | Публий Лициний Красс       | Публий Лициний Красс     | Публий Лициний Красс     | Публий Лициний Красс     | Публий Лициний Красс     | Публий Лициний Красс     |  |  | Гай Лициний Красс                 | Гай Лициний Красс                 | Гай Лициний Красс                 | Гай Лициний Красс                 | Гай Лициний Красс                 | Гай Лициний Красс                 |  |  | Марк Лициний Красс                        | Марк Лициний Красс                        | Марк Лициний Красс                        | Марк Лициний Красс                        | Марк Лициний Красс                        | Марк Лициний Красс                        |  |  |                     |                     |                     |                     |                     |                     |  |  |  |  |  |  |
|                      |                      |                      |                      |                      |                      |  |  | Марк Лициний Красс Агеласт |                          |                          |                          |                          |                          |  |  |                                   |                                   |                                   |                                   |                                   |                                   |  |  |                                           |                                           |                                           |                                           |                                           |                                           |  |  |                     |                     |                     |                     |                     |                     |  |  |  |  |  |  |
|                      |                      |                      |                      |                      |                      |  |  |                            |                          |                          |                          |                          |                          |  |  |                                   |                                   |                                   |                                   |                                   |                                   |  |  |                                           |                                           |                                           |                                           |                                           |                                           |  |  |                     |                     |                     |                     |                     |                     |  |  |  |  |  |  |
|                      |                      |                      |                      |                      |                      |  |  | Публий Лициний Красс       | Публий Лициний Красс     | Публий Лициний Красс     | Публий Лициний Красс     | Публий Лициний Красс     | Публий Лициний Красс     |  |  | Венулея                           | Венулея                           | Венулея                           | Венулея                           | Венулея                           | Венулея                           |  |  |                                           |                                           |                                           |                                           |                                           |                                           |  |  |                     |                     |                     |                     |                     |                     |  |  |  |  |  |  |
|                      |                      |                      |                      |                      |                      |  |  | Публий Лициний Красс       | Публий Лициний Красс     | Публий Лициний Красс     | Публий Лициний Красс     | Публий Лициний Красс     | Публий Лициний Красс     |  |  | Венулея                           | Венулея                           | Венулея                           | Венулея                           | Венулея                           | Венулея                           |  |  |                                           |                                           |                                           |                                           |                                           |                                           |  |  |                     |                     |                     |                     |                     |                     |  |  |  |  |  |  |
|                      |                      |                      |                      |                      |                      |  |  |                            |                          |                          |                          |                          |                          |  |  |                                   |                                   |                                   |                                   |                                   |                                   |  |  |                                           |                                           |                                           |                                           |                                           |                                           |  |  |                     |                     |                     |                     |                     |                     |  |  |  |  |  |  |
|                      |                      |                      |                      |                      |                      |  |  |                            |                          |                          |                          |                          |                          |  |  |                                   |                                   |                                   |                                   |                                   |                                   |  |  |                                           |                                           |                                           |                                           |                                           |                                           |  |  |                     |                     |                     |                     |                     |                     |  |  |  |  |  |  |
| Публий Лициний Красс | Публий Лициний Красс | Публий Лициний Красс | Публий Лициний Красс | Публий Лициний Красс | Публий Лициний Красс |  |  | (имя?) Лициний Красс       | (имя?) Лициний Красс     | (имя?) Лициний Красс     | (имя?) Лициний Красс     | (имя?) Лициний Красс     | (имя?) Лициний Красс     |  |  | Тертулла 1-й — Публий; 2-й — Марк | Тертулла 1-й — Публий; 2-й — Марк | Тертулла 1-й — Публий; 2-й — Марк | Тертулла 1-й — Публий; 2-й — Марк | Тертулла 1-й — Публий; 2-й — Марк | Тертулла 1-й — Публий; 2-й — Марк |  |  | Марк Лициний Красс                        | Марк Лициний Красс                        | Марк Лициний Красс                        | Марк Лициний Красс                        | Марк Лициний Красс                        | Марк Лициний Красс                        |  |  |                     |                     |                     |                     |                     |                     |  |  |  |  |  |  |
| Публий Лициний Красс | Публий Лициний Красс | Публий Лициний Красс | Публий Лициний Красс | Публий Лициний Красс | Публий Лициний Красс |  |  | (имя?) Лициний Красс       | (имя?) Лициний Красс     | (имя?) Лициний Красс     | (имя?) Лициний Красс     | (имя?) Лициний Красс     | (имя?) Лициний Красс     |  |  | Тертулла 1-й — Публий; 2-й — Марк | Тертулла 1-й — Публий; 2-й — Марк | Тертулла 1-й — Публий; 2-й — Марк | Тертулла 1-й — Публий; 2-й — Марк | Тертулла 1-й — Публий; 2-й — Марк | Тертулла 1-й — Публий; 2-й — Марк |  |  | Марк Лициний Красс                        | Марк Лициний Красс                        | Марк Лициний Красс                        | Марк Лициний Красс                        | Марк Лициний Красс                        | Марк Лициний Красс                        |  |  |                     |                     |                     |                     |                     |                     |  |  |  |  |  |  |
|                      |                      |                      |                      |                      |                      |  |  |                            |                          |                          |                          |                          |                          |  |  |                                   |                                   |                                   |                                   |                                   |                                   |  |  |                                           |                                           |                                           |                                           |                                           |                                           |  |  |                     |                     |                     |                     |                     |                     |  |  |  |  |  |  |
|                      |                      |                      |                      |                      |                      |  |  |                            |                          |                          |                          |                          |                          |  |  |                                   |                                   |                                   |                                   |                                   |                                   |  |  |                                           |                                           |                                           |                                           |                                           |                                           |  |  |                     |                     |                     |                     |                     |                     |  |  |  |  |  |  |
|                      |                      |                      |                      |                      |                      |  |  |                            |                          |                          |                          |                          |                          |  |  |                                   |                                   |                                   |                                   |                                   |                                   |  |  |                                           |                                           |                                           |                                           |                                           |                                           |  |  |                     |                     |                     |                     |                     |                     |  |  |  |  |  |  |
|                      |                      |                      |                      |                      |                      |  |  |                            |                          |                          |                          |                          |                          |  |  |                                   |                                   |                                   |                                   |                                   |                                   |  |  |                                           |                                           |                                           |                                           |                                           |                                           |  |  |                     |                     |                     |                     |                     |                     |  |  |  |  |  |  |
| Цецилия Метелла      | Цецилия Метелла      | Цецилия Метелла      | Цецилия Метелла      | Цецилия Метелла      | Цецилия Метелла      |  |  | Марк Лициний Красс         | Марк Лициний Красс       | Марк Лициний Красс       | Марк Лициний Красс       | Марк Лициний Красс       | Марк Лициний Красс       |  |  | Публий Лициний Красс              | Публий Лициний Красс              | Публий Лициний Красс              | Публий Лициний Красс              | Публий Лициний Красс              | Публий Лициний Красс              |  |  | Корнелия Метелла 1-й — Публий; 2-й — Гней | Корнелия Метелла 1-й — Публий; 2-й — Гней | Корнелия Метелла 1-й — Публий; 2-й — Гней | Корнелия Метелла 1-й — Публий; 2-й — Гней | Корнелия Метелла 1-й — Публий; 2-й — Гней | Корнелия Метелла 1-й — Публий; 2-й — Гней |  |  | Гней Помпей Великий | Гней Помпей Великий | Гней Помпей Великий | Гней Помпей Великий | Гней Помпей Великий | Гней Помпей Великий |  |  |  |  |  |  |
| Цецилия Метелла      | Цецилия Метелла      | Цецилия Метелла      | Цецилия Метелла      | Цецилия Метелла      | Цецилия Метелла      |  |  | Марк Лициний Красс         | Марк Лициний Красс       | Марк Лициний Красс       | Марк Лициний Красс       | Марк Лициний Красс       | Марк Лициний Красс       |  |  | Публий Лициний Красс              | Публий Лициний Красс              | Публий Лициний Красс              | Публий Лициний Красс              | Публий Лициний Красс              | Публий Лициний Красс              |  |  | Корнелия Метелла 1-й — Публий; 2-й — Гней | Корнелия Метелла 1-й — Публий; 2-й — Гней | Корнелия Метелла 1-й — Публий; 2-й — Гней | Корнелия Метелла 1-й — Публий; 2-й — Гней | Корнелия Метелла 1-й — Публий; 2-й — Гней | Корнелия Метелла 1-й — Публий; 2-й — Гней |  |  | Гней Помпей Великий | Гней Помпей Великий | Гней Помпей Великий | Гней Помпей Великий | Гней Помпей Великий | Гней Помпей Великий |  |  |  |  |  |  |
|                      |                      |                      |                      |                      |                      |  |  |                            |                          |                          |                          |                          |                          |  |  |                                   |                                   |                                   |                                   |                                   |                                   |  |  |                                           |                                           |                                           |                                           |                                           |                                           |  |  |                     |                     |                     |                     |                     |                     |  |  |  |  |  |  |
|                      |                      |                      |                      | Марк Лициний Красс   |                      |  |  |                            |                          |                          |                          |                          |                          |  |  |                                   |                                   |                                   |                                   |                                   |                                   |  |  |                                           |                                           |                                           |                                           |                                           |                                           |  |  |                     |                     |                     |                     |                     |                     |  |  |  |  |  |  |

### Ранние годы
Точная дата рождения Красса неизвестна. Плутарх сообщает, что в первой половине 54 года до н. э., к моменту встречи с Дейотаром, Марк Лициний уже преодолел 60-летний рубеж; отсюда делают вывод, что он родился в 115 году до н. э. или в начале 114 года. Историки предполагают, что Марк Лициний был младшим из трёх братьев: старший носил преномен Публий, среднего могли звать Гай или Луций, но в историографии считается «чуть более предпочтительным» первый вариант. В семье царили старинные нравы: Крассы жили в небольшом доме, старшие сыновья, даже повзрослев и женившись, остались под родительской крышей, «и все сходились за общим обеденным столом».
Марк Лициний получил традиционное для римского аристократа образование, в котором основной упор делался на подготовку к военной службе. Его отец в 96—93 годах до н. э. находился в Дальней Испании в качестве наместника, и Марк Лициний был с ним; за эти три года он успел обзавестись в этой провинции обширными связями, которые позже очень ему помогли. Вскоре после возвращения Марка Лициния в Рим умер его старший брат Публий (скорее всего, это произошло в промежутке между 93 и 88 годами до н. э.) и началась Союзническая война. Публий-старший был в этой войне одним из легатов, и Марк Лициний, видимо, тоже участвовал в боевых действиях. Параллельно молодой Красс начал выступать в судах. По словам Цицерона, благодаря своему усердию в изучении ораторского искусства он «в течение нескольких лет считался одним из лучших адвокатов».
В 88 году до н. э. внутриполитическая борьба в Риме переросла в гражданскую войну. О позиции Крассов в начале этой войны, когда народный трибун Публий Сульпиций передал командование в Митридатовой войне Гаю Марию, а в ответ консул Луций Корнелий Сулла двинул на Рим свою армию, ничего не известно; возможно, Публий Лициний из принципиальных соображений не хотел занимать чью-либо сторону. Но в 87 году, когда Риму опять угрожала армия — на этот раз Мария и Луция Корнелия Цинны — Публий Лициний присоединился к защитникам сената. После падения Рима он погиб вместе со вторым своим сыном (Гаем/Луцием) — был убит либо вынужден покончить с собой.
Та же судьба ждала и Марка Лициния, но он бежал с тремя друзьями и десятью рабами в Испанию, где скрывался в пещере. Выбор Испании, вероятнее всего, был обусловлен наличием там связей у семейства Крассов. Согласно Плутарху, знатный испанец Вибий Пациан, живший поблизости, узнал о том, что рядом с его поместьем прячется молодой Красс, и начал оказывать ему помощь. Марк Лициний провёл в пещере восемь месяцев, а когда узнал о гибели Цинны (начало 84 года до н. э.), перестал прятаться. Вокруг него начали собираться вооружённые враги марианской партии; Красс сформировал отряд в 2500 человек и, по данным ряда античных писателей, разграбил город Малака. «Но сам он, говорят, отрицал это и опровергал тех, кто заводил об этом речь».
К этому времени Марк, последовав старинному римскому обычаю, женился на вдове своего умершего брата (по всей видимости, самого старшего — Публия) Тертулле; вероятно, брак был заключён до 86 года до н. э.

### Красс и Сулла
Из Испании Красс переправился в Африку, где собирал войско ещё один враг марианцев — Квинт Цецилий Метелл Пий, но вскоре поссорился с ним и отправился в новое морское путешествие — к Сулле, высадившемуся в начале 83 года до н. э. в Италии и объединявшему вокруг себя всех противников Мария и Цинны. В новой гражданской войне Марк Лициний стал одним из ближайших соратников Суллы и пользовался «величайшим почётом». Известно, что Луций Корнелий поручил ему набрать войска в области марсов в центральной части Апеннинского полуострова; когда Красс попросил у Суллы охрану, тот резко ответил: «Я даю тебе в провожатые твоего отца, брата, друзей, родных — за них, незаконно и без вины казнённых, я мщу убийцам!». В историографии эта история считается скорее вымыслом, но характеризующим цели многих сторонников Суллы, включая Красса: они воевали, чтобы отомстить за своих близких. При этом сам Луций Корнелий, если верить Аппиану, предоставил возможность спастись Гаю Флавию Фимбрии, убийце Публия Красса, так что Марк Лициний должен был понимать: Сулла преследует собственные интересы.
Уже во время гражданской войны началось соперничество Марка Лициния с Гнеем Помпеем, вызванное тем, что Сулла оказывал огромные почести Помпею за его заслуги, хотя тот был младше Красса. По мнению моралиста Плутарха, Крассу недоставало опытности, а красоту его подвигов губили владевшие им от природы злые силы — корыстолюбие и скаредность. Тем не менее два молодых полководца действовали сообща: в частности, на второй год войны они одержали у Сполеция победу над марианцем Гаем Карриной, а потом осадили его в лагере и разбили отряд, присланный ему на помощь Гнеем Папирием Карбоном. Правда, позже Каррина сумел прорвать окружение, воспользовавшись ненастной погодой.
В конце войны Красс завоевал особое расположение Суллы, сумев переломить ход почти проигранной битвы у Коллинских ворот осенью 82 года до н. э. (Помпей в этой битве не участвовал). В ходе сражения он командовал правым флангом армии и легко обратил противника в бегство, преследуя его до Антемн в нескольких километрах севернее Рима. Уже ночью Сулла узнал о победе Красса и воспользовался его успехом для окончательной победы.
По окончании войны Марку Лицинию было поручено разыскивать проскрибированных в Бруттии; здесь он вносил в проскрипционные списки людей с расчётом на захват их имущества, что в целом являлось нормой для тех лет. Но однажды Марк Лициний не посоветовался с Суллой и самовольно внёс в проскрипционный список лояльного диктатору человека, на имущество которого имел виды. После этого Луций Корнелий «перестал пользоваться его услугами». Тем не менее Красс смог сколотить огромное состояние благодаря проскрипциям, став одним из богатейших людей в Риме. Известно, что в 55 году до н. э. у него было 45 миллионов денариев (или 180 миллионов сестерциев); существенную часть этих капиталов он приобрёл уже в сулланские времена.

### Начало политической деятельности
После смерти Суллы в 78 году до н. э. Красс активизировал свою борьбу за влияние с Помпеем. Последний завоевал огромную популярность успешными войнами, и Марк Лициний решил использовать свои богатства для достижения равного влияния. Некоторые историки приписывают Крассу «злобную ревность», зависть или даже ненависть по отношению к своему конкуренту, хотя Плутарх пишет, что «соперничество не увлекало… Красса на путь вражды или какого-нибудь недоброжелательства… к честолюбию не присоединялось ни враждебности, ни коварства».
В отличие от Помпея, Красс сумел быстро завоевать репутацию доброжелательного и отзывчивого человека, знающего все дела в Риме и всегда готового помочь решить различные проблемы. Благодаря целенаправленному погружению в гражданские дела и наличию больших финансовых ресурсов Красс вскоре преуспел и достиг примерно равного влияния с Помпеем. Он часто выступал публично и делал это весьма успешно, прежде всего, благодаря прикладываемым усилиям. Марк Лициний продолжал наращивать своё богатство, в том числе и с помощью не совсем честных махинаций со сгоравшими во время частых пожаров домами, которые он покупал за бесценок, сносил и строил на их месте новое жильё. Механизм накопления капиталов был необычным для римского нобиля: в то время, как большинство сенаторов инвестировало в землю сельскохозяйственного назначения, Красс активно участвовал в сделках с городской недвижимостью, торговал высококвалифицированными рабами, вкладывал деньги в шахты и участвовал в системе откупа налогов в провинциях.
Хотя Красс достаточно долго боролся за влияние в Риме с Помпеем, их противостояние никогда не выливалось в вооружённые столкновения, как это было с Суллой и Марием. Некоторые историки подвергают сомнению рассказы античных авторов об этом соперничестве. Например, Ф. Эдкок считает эти рассказы недостоверными из-за влияния на римскую историческую традицию политической пропаганды того времени. Впрочем, большинство исследователей (в частности, Б. Маршалл, А. Уорд и Э. Грюн) не отрицают соперничества двух политиков.
Марк Лициний активно давал деньги в долг. При этом ни один источник не называет его ростовщиком; отсюда в историографии делают вывод, что Красс давал в долг не ради наживы, а для того, чтобы получить власть над своими должниками. Банкротство означало для римского нобиля крах карьеры и всей жизни, а Марк Лициний взимал долги без поблажек. Именно с этими обстоятельствами А. Уорд связывает известное высказывание народного трибуна 76 года до н. э. Гнея Сициния.

Сициний, человек, доставлявший немало хлопот тогдашним должностным лицам и вожакам народа, на вопрос, почему он одного лишь Красса не трогает и оставляет в покое, ответил: «У него сено на рогах». Дело в том, что римляне имели обыкновение навязывать бодливому быку на рога сено для предостережения прохожих.
— Плутарх. Красс, 7.
По мнению Уорда, Плутарх просто не понял латинский каламбур, основанный на созвучии слов fenum (сено) и fenus (долг); таким образом, Сициний намекнул, что Красс является его кредитором. В связи с этим О. Любимова предположила, что Марк Лициний одобрял всю политическую деятельность Сициния во время трибуната — в частности, требование восстановить права народных трибунов. Эта же исследовательница выдвинула гипотезу о союзе Красса с народными трибунами Луцием Квинкцием (74 год до н. э.) и Гаем Лицинием Макром (73 год).
Количество политических противников Красса среди представителей высшей аристократии со временем увеличивалось (Квинт Лутаций Катул, Марк Порций Катон, Квинт Цецилий Метелл Целер, Луций Домиций Агенобарб). Тем не менее, Марк Лициний оставался значительной фигурой, и с его мнением в Риме всегда считались. Он был популярен среди рядовых сенаторов, а в большинстве своём его сторонники в 70-е годы и позже принадлежали не к сенатскому сословию, а к всадничеству и аристократии из небольших городов Италии (муниципиев). Некоторые приверженцы Красса происходили из родов, которые лишь недавно получили римское гражданство. Как правило, они занимали незначительные политические и военные должности в системе римских магистратур, и только поддержка Марка Лициния могла содействовать их продвижению по карьерной лестнице и повышению статуса их семейств. В частности, именно такие люди сопровождали Красса в кампаниях 72—71 и 54—53 годов до н. э.
Прохождение Крассом через строгую последовательность магистратур (cursus honorum) не подтверждено источниками. В нарушение традиции, закреплённой законами Суллы, Красс, вероятно, вошёл в сенат без занятия должности квестора. Об эдилитете Марка упоминает лишь Плиний Старший. Ничего не известно о занятии Крассом должности претора, поскольку сообщения источников (Аппиана, Евтропия и неизвестного эпитоматора Тита Ливия) противоречивы. Т. Броутон осторожно предполагает претуру в 73 году и проконсульские полномочия в 72—71 годах, считая краткое сообщение в эпитомах Тита Ливия некорректной интерпретацией утерянного оригинала и частично отвергая свидетельства Аппиана. Большинство историков на данный момент признают 73 год наиболее вероятной датой. При этом, по возрасту Красс мог претендовать на претуру ещё в 75 или даже 76 году до н. э.
В 73 году до н. э. (то есть, возможно, во время претуры) Марк Лициний был привлечён к суду по обвинению в соблазнении весталки Лицинии, родственницы Луция Лициния Мурены. Второй парой обвиняемых были Луций Сергий Катилина и Фабия (сестра жены Цицерона). В историографии выдвигались гипотезы о том, что этот процесс стал одним из проявлений борьбы между оптиматами и популярами (при этом Красса причисляют то к первой, то ко второй «партии») или был инспирирован Помпеем. В случае обвинительного приговора Марка Лициния засекли бы до смерти, но он смог доказать суду, что знаки внимания, которые он оказывал весталке, были связаны с желанием купить у неё имение.

### Восстание Спартака
Уже в 73 году до н. э. вся Италия была охвачена восстанием рабов и гладиаторов. Командовавший повстанцами фракиец Спартак одержал ряд масштабных побед над войсками республики. После поражений обоих консулов 72 года — Луция Геллия Публиколы и Гнея Корнелия Лентула Клодиана — сенат отстранил этих магистратов от командования и вручил Крассу чрезвычайный империй: Марк Лициний получил полномочия проконсула и приоритет перед консулами. Точных датировок нет, но назначение должно было состояться до 1 ноября 72 года.
В дополнение к уже имевшимся войскам Марк Лициний набрал ещё шесть легионов. «За Крассом последовали многие представители знати, увлечённые его славой и чувством личной дружбы к нему»; в числе таких аристократов называют Катилину, Публия Корнелия Суллу, Публия Автрония Пета, Луция Варгунтея, Марка Муммия и других. В общей сложности армия Красса насчитывала до 60 тысяч воинов; существует мнение, что это были «последние ресурсы республики».
Марку Лицинию пришлось прибегнуть к жестоким мерам, чтобы установить в своей армии дисциплину. По данным некоторых источников, он сразу после принятия от консулов двух легионов, уже терпевших поражения и спасавшихся бегством с поля боя, провёл децимацию — казнил каждого десятого по жребию. Затем он преградил восставшим путь на юг на границе Пицена и нанёс поражение одному из отрядов (в бою погибло шесть тысяч воинов Спартака). Но вскоре посланные в обход врага два легиона во главе с Марком Муммием в нарушение приказа ввязались в бой и были разбиты; согласно Плутарху, децимация была проведена после этого. «Как бы там ни было, Красс оказался для своих солдат страшнее побеждавших их врагов».
Затем Марк Лициний преследовал Спартака до Бруттия, откуда рабы планировали переправиться в Сицилию (по версии Флора, это было целенаправленное вытеснение, и только вследствие этого у Спартака появилась идея такой переправы). Но покинуть Италию восставшим не удалось — возможно, в том числе из-за организации Крассом каких-то военно-морских сил. Пока Спартак стоял в Регии, римская армия вырыла ров через весь перешеек и заперла таким образом восставших на полуострове. Те уже скоро столкнулись с острой нехваткой продовольствия. В одну из зимних ночей, воспользовавшись непогодой, Спартак двинул треть своей армии на штурм укреплений: повстанцы смогли завалить часть рва ветками, землёй и трупами и прорваться на оперативный простор. Крассу пришлось бросить всю армию в погоню за Спартаком, направлявшимся к Брундизию.
Источники приписывают Марку Лицинию стремление как можно быстрее покончить с восстанием из-за скорого возвращения в Италию Помпея, которому могли достаться лавры победителя. По одним данным, сенат назначил Помпея вторым главнокомандующим по своей инициативе; по другим — Красс сам обратился к сенату с просьбой призвать ему на помощь Помпея из Испании и Варрона Лукулла из Фракии (время написания этого письма является предметом научной дискуссии). Теперь Марк Лициний «сожалел о своём шаге и спешил окончить войну до прибытия этих полководцев, так как предвидел, что весь успех будет приписан не ему, Крассу, а тому из них, который явится к нему на помощь». У Луканского озера он догнал часть сил восставших во главе с Гаем Канницием и Кастом (согласно Ливию, это была 35-тысячная армия) и разгромил её в «самом кровопролитном сражении за всю войну». Помимо всего прочего, римлянам удалось отбить пять легионных орлов.
Продолжая преследование восставших, передовой отряд Красса, которым командовали Квинт Аррий и Гней Скрофа, потерпел поражение у Петелийских гор; окрылённые этой победой, воины Спартака заставили своего командира прекратить отступление. Последняя битва этой войны произошла у реки Силар на границе Лукании и Кампании. Марк Лициний так торопился разбить повстанцев, что вступил в бой, не закончив возведение лагеря; в правильном бою на равнине его армия сразу начала теснить противника, и тогда Спартак возглавил попытку кавалерийского прорыва к ставке Красса, рассчитывая убить проконсула и таким образом переломить ход битвы. Но он потерпел неудачу и погиб в схватке. Сражение закончилось полной победой римлян. Остатки повстанцев разбрелись более или менее большими группами по всей Италии, после чего с ними долго ещё боролись разные военачальники. Шесть тысяч рабов были взяты в плен и по приказу Красса распяты вдоль Аппиевой дороги.
Вся война была завершена за шесть месяцев (до 1 апреля 71 года до н. э.). Подавление этого восстания стало самым значимым военным достижением Красса как полководца за всю его жизнь. Тем не менее Помпей, уничтожив около пяти тысяч повстанцев из числа тех, что уцелели при Силаре, написал сенату, «что Красс разбил гладиаторов в открытом бою, а он, Помпей, вырвал войну с корнем», и такое мнение могло быть достаточно распространённым в римском обществе. Заслуги Марка Лициния почтили овацией. Источники сообщают, что Красс приложил серьёзные усилия, чтобы ему разрешили надеть во время овации вместо миртового венка более почётный лавровый, и добился своего.

### Первое консульство
Летом 71 года до н. э., вскоре после овации, Красс был избран вместе с Помпеем консулом на следующий год. Согласно Плутарху, сначала эту должность предложили Помпею, которого потом Марк Лициний попросил о содействии. Аппиан пишет, что соискатели были в ссоре; некоторое время оба избранных, но ещё не вступивших в должность консула отказывались распускать свои армии, держа их рядом с городом, так что римляне боялись новой гражданской войны. Только вмешательство обеспокоенного народа и увещевания предсказателей заставили Красса и Помпея примириться. В историографии существует мнение, что Аппиан ошибся: он перенёс ссору консулов из 70 года в 71, Помпей не распускал армию в ожидании триумфа, состоявшегося 29 декабря 71 года, и никакой угрозы гражданской войны не было.
Важнейшим событием консульства Помпея и Красса стало восстановление полномочий народных трибунов в объёме до реформ Суллы. Помпей ещё в декабре 71 года пообещал провести такой закон, и в начале консульства его инициативу поддержал Марк Лициний. Сенат, несмотря на многочисленность сторонников сулланского режима, не стал возражать: «отцы» признали, что народ давно ждёт этого. Многие источники упоминают в связи с восстановлением трибуната только Помпея, в связи с чем в историографии существует мнение, что Красс к данной реформе не был причастен. Правда, Цицерон и эпитоматор Ливия сообщают о том, что инициатива была совместной. О. Любимова предположила, что Помпей, анонсировав реформу до начала консульства, присвоил себе всю славу, и что это вызвало вражду между коллегами, «омрачившую не только их совместное консульство, но и немалую часть дальнейшей жизни».
Другой важный вопрос — о реформе специализированных судов (quaestiones perpetuae) — был поднят только осенью. На этот раз предложение внёс Луций Аврелий Котта (не исключено, что до предложения Котты рассматривался другой, более радикальный, проект реформы). Хотя схема комплектования судебных коллегий Суллы была отменена, простого возврата к системе Гракхов не произошло. Теперь на одну треть суды состояли из сенаторов, на вторую из всадников, а на третью — из эрарных трибунов (зажиточных граждан, которые не попадали в категорию всадников). Это решение характеризуется как компромиссное либо как популистская уступка. Тем не менее реформа надолго устранила один из главных источников разногласий в обществе.
Третьей важной реформой стало восстановление должности цензоров. В том же году цензорами стали Гней Корнелий Лентул Клодиан и Луций Геллий Публикола. По мнению Т. Моммзена, избрание именно их было антисенатской акцией (ранее сенат отстранил их от командования армией, направленной против Спартака), а действовали они в интересах Помпея и Красса. Лентул и Публикола устроили беспрецедентную чистку сената, исключив 64 человека, или примерно одну восьмую часть от общего числа сенаторов.

### Цензура
Красс так же, как и Помпей, отказался от обычного наместничества в одной из провинций после консулата и 1 января 69 года до н. э. стал частным человеком. Между консулатом и 65 годом до н. э. источники практически ничего не сообщают о Марке Лицинии, что может иметь причиной как фрагментарную сохранность источников, так и особенности политического стиля Красса: обладая значительным влиянием в Риме, Марк Лициний мог не вмешиваться в самые актуальные споры этого времени. В частности, практически неизвестно развитие его отношений с Помпеем в этот период.
В 65 году до н. э. Красс стал цензором, но его деятельность на этом посту не была ознаменована никакими важными решениями. Плутарх утверждает, что Красс пренебрегал своими обязанностями, но другие источники сообщают об активной, но безрезультатной деятельности Марка Лициния. В частности, он потребовал учитывать при переписи граждан население Транспадании — северной части Цизальпийской Галлии, наделённой не полным римским гражданством, а ограниченным латинским; это означало бы признание за транспаданцами полного объёма прав. Кроме того, Красс предложил признать завещание убитого в 80 году до н. э. египетского царя Птолемея XI Александра II. Этот документ (вероятно, поддельный) содержал пункт о переходе Египта под власть Рима (аналогичное завещание оставил пергамский царь Аттал III). Поскольку египтяне не признавали подлинность завещания и отвергали римские притязания на их страну, официальное признание последней воли фараона могло стать законным основанием для вторжения в Египет. Второй цензор Квинт Лутаций Катул активно противодействовал обоим планам Марка. Будучи не в силах прийти к компромиссу, цензоры сложили полномочия.

### Красс и заговоры Катилины
Некоторые источники сообщают, что Красс мог быть причастен к заговору Катилины. Согласно Светонию, ещё в 66-65 годах до н. э. оформился так называемый «первый заговор Катилины», в котором участвовали, кроме Луция Сергия и Красса, Гай Юлий Цезарь, Публий Корнелий Сулла, Публий Автроний Пет, Гней Кальпурний Пизон.

Предполагалось, что в начале нового года они нападут на сенат, перебьют намеченных лиц, Красс станет диктатором, Цезарь будет назначен начальником конницы и, устроив государственные дела по своему усмотрению, они вернут консульство Автронию и Сулле. Об этом заговоре упоминают Танузий Гемин в истории, Марк Бибул в эдиктах, Гай Курион Старший в речах.
— Светоний. Божественный Юлий, 9, 1-2.
До середины XX века историки в большинстве своём признавали существование этого заговора, и дискуссия велась только о том, участвовали ли в нём Цезарь и Красс. Сейчас преобладает точка зрения, согласно которой «первый заговор Катилины» является «пропагандистским и историографическим мифом», который в конце 60-х годов до н. э. придумали Цицерон и Луций Манлий Торкват, а в начале 50-х «досочинили» враги первого триумвирата — в частности, добавив к его участникам Марка Лициния и Гая Юлия. Основанием для этого могла стать поддержка, оказанная Крассом Пизону при его назначении квестором в Испанию и Катилине на консульских выборах 64 года: определённые связи между Марком Лицинием и Луцием Сергием всё-таки были.
В то же время между Крассом и Цезарем существовал полноценный союз, заключённый в 66 году до н. э., когда первый был избран цензором, а второй — эдилом. Именно Цезарю могло достаться командование во время гипотетической аннексии Египта; в конце 64 года, когда уже было ясно, что Катилина проиграл выборы, народный трибун Публий Сервилий Рулл выступил с программой аграрных реформ, инициаторами которой были Красс и Цезарь. Эта программа предполагала раздачу малоимущим гражданам земельных участков, купленных у частных лиц или выделенных из государственных земель; победивший Луция Сергия на выборах Цицерон провалил эту инициативу целой серией своих речей.
Тем не менее в октябре 63 года до н. э. Красс поддержал Цицерона в его противостоянии Катилине. Марк Лициний получил анонимное письмо с сообщением о заговоре, и тут же принёс его Марку Туллию, а на следующее утро по просьбе последнего прочёл письмо на заседании сената. Существует гипотеза, что Цицерон сам написал это послание, чтобы узнать, на чьей стороне Красс. 3 декабря, когда сенат постановил арестовать уже изобличённых заговорщиков и разместить их под стражей в домах известных римлян, одного из них — Публия Габиния Капитона — отправили к Крассу.
Уже на следующий день в сенате допросили некоего Луция Тарквиния, курьера заговорщиков. Он заявил, будто осуществлял связь между Катилиной и Крассом: последний, по его словам, убеждал Луция Сергия как можно скорее переходить к решительным действиям.

…Как только Тарквиний назвал имя Красса, человека знатного, необычайно богатого и весьма могущественного, то одни сенаторы сочли это невероятным, другие же хоть и поверили, но всё-таки полагали, что в такое время столь всесильного человека следует скорее умиротворить, чем восстанавливать против себя, к тому же большинство из них были обязаны Крассу как частные лица, стали кричать, что показания эти ложны, и потребовали, чтобы об этом было доложено сенату.
— Саллюстий. О заговоре Катилины, 48, 5.
В конце концов слова Тарквиния официально объявили ложью. Возникло даже мнение, что это Цицерон попытался оклеветать Красса; по словам Саллюстия, так думал и сам Марк Лициний. В результате двое политиков стали врагами.

### Триумвират
В 62 году до н. э. в Рим после победы в Третьей Митридатовой войне прибыл Гней Помпей. Вскоре после празднования триумфа он потребовал от сената утвердить его распоряжения на Востоке и дать землю его ветеранам. Сенаторы же были настроены против, считая влияние Помпея чрезмерным. Среди главных противников триумфатора, наряду с Лукуллом, Катоном и Метеллом Целером, был и Красс. В результате решение по делу Помпея начали откладывать.
Тем временем из Испании вернулся Цезарь (летом 60 года до н. э.), который тут же заявил о планах избираться в консулы на следующий год. Гай Юлий попросил сенат позволить ему баллотироваться заочно, чтобы сохранить право на триумф, но ему было отказано. С этими событиями связывают создание первого триумвирата (лат. triumviratus — «союза трёх мужей») с участием Цезаря, Помпея и Красса. Его инициатором был Цезарь, который полагал, что в случае союза с одним лишь Помпеем его противником автоматически стал бы Марк Лициний. Последний рассчитывал сделать триумвират политической опорой для защиты от сената интересов «делового мира», с которым был тесно связан.
Обстоятельства, при которых этот союз возник, недостаточно ясны. Свидетельства источников противоречивы, что, по-видимому, объясняется изначально тайным характером объединения. Плутарх, Аппиан, Тит Ливий и Дион Кассий пишут, что договорённость была достигнута до выборов консулов (лето 60 года до н. э.); по данным Светония, это произошло вскоре после выборов, то есть осенью 60 года. Веллей Патеркул относит формирование триумвирата уже к 59 году. Сообщение единственного современника — Цицерона — представляет собой краткое и неопределённое упоминание неких переговоров в письме к Аттику, написанном в декабре 60 года; в настоящее время на основании этого свидетельства предполагают ведение переговоров между триумвирами по частным вопросам вплоть до начала консулата Цезаря.

Итак, Цезарь стремился к завоеванию политического влияния, Красс — к его умножению, Помпей — к удержанию. В равной мере одержимые жаждой власти в государстве, они охотно объединились для её захвата.
— Луций Анней Флор. Эпитомы, II, 13, 1.
Цезарь получил консулат — в первую очередь благодаря деньгам Красса. Он добился при поддержке Марка Лициния принятия всех восточных установлений Помпея и нового земельного закона; Красс вошёл в состав аграрной комиссии. Кроме того, в интересах Марка Лициния арендная плата для публиканов была снижена на треть. Когда в конце года Цезарь получил полномочия проконсула в Цизальпийской Галлии на пять лет, Красс совместно с Помпеем добился того, чтобы к этой провинции добавили ещё одну — Нарбонскую Галлию; консулами на следующий год стали их сателлиты Авл Габиний и Луций Кальпурний Пизон Цезонин. При этом популярность триумвиров к концу консулата Цезаря заметно упала; С. Утченко связывает это с тем, что триумвират, в котором общество видело сначала орудие борьбы против всесильного сената, сам превратился в авторитарный правящий орган.
В последующие годы Цезарь вёл свою Галльскую войну, а двое оставшихся триумвиров находились в Риме. Влиятельный политик-демагог Публий Клодий Пульхр, ставший народным трибуном в 58 году до н. э., начал преследовать Цицерона, и если Помпей просто бездействовал, то Красс занял открыто враждебную позицию по отношению к Марку Туллию. В конце концов последний отправился в изгнание. Годом позже сторонники возвращения Цицерона, воспользовавшись тем, что Клодий скомпрометировал себя своим радикальным политическим стилем, склонили на свою сторону триумвиров; примирение между Цицероном и Крассом произошло благодаря посредничеству сына Красса — Публия Лициния. Параллельно происходило новое ухудшение отношений между Помпеем и Крассом: Клодий активно действовал против Помпея, и многие, включая самого Гнея, были уверены, что за экс-трибуном стоит Марк Лициний (об этом известно из письма Цицерона к брату). В начале 56 года до н. э. сторонники Клодия пытались поручить Крассу командование армией для вторжения в Египет под предлогом восстановления на троне Птолемея XII, но потерпели неудачу.
В апреле 56 года до н. э. триумвиры собрались на совещание в Луке. С ними в этот город приехали 200 сенаторов и почти все магистраты. Целью совещания было устранить трения между Крассом и Помпеем, а также, возможно, между Крассом и Цезарем. Эта цель была достигнута; Марк Лициний и Помпей договорились выставить свои кандидатуры в консулы на следующий год. Гай Юлий обязался содействовать их избранию, прислав своих солдат для участия в голосовании. Кроме того, было решено обеспечить продление полномочий Цезаря в Галлии ещё на пять лет и предоставить аналогичные назначения двум другим триумвирам. Выборы консулов, которые обычно проводились летом, были задержаны и состоялись лишь в январе 55 года до н. э.; солдаты Цезаря, возглавляемые его легатом Публием Крассом, сыном Марка, обеспечили нужный исход голосования. Помпей получил в управление Ближнюю и Дальнюю Испанию, а Красс — Сирию. Голосование, по свидетельству Плутарха, сопровождалось побоищем на форуме: «Красс сам… ударом кулака разбил в кровь лицо Луцию Аннию и выгнал прочь этого сенатора, перечившего ему».

### Парфянский поход и гибель
Изначальные военные планы Марка Лициния в 55 году до н. э. неизвестны. Сирия могла стать базой для наступления как на Парфию, так и против Египта. Но в апреле 55 года в Рим пришли известия, что действующий сирийский наместник Авл Габиний уже вторгся в Египет. Красс, недовольный этим, окончательно сделал выбор в пользу войны с Парфией. Плутарх сообщает о грандиозных планах консула, наконец, получившего шанс на новые победы:

…Возгордясь безмерно и утратив рассудок, уже не Сирией и не парфянами ограничивал он поле своих успехов, называл детскими забавами походы Лукулла против Тиграна и Помпея против Митридата, и мечты его простирались до бактрийцев, индийцев и до моря, за ними лежащего.
— Плутарх. Красс, 16.
В Риме планы Марка Лициния встретили сильное сопротивление. Парфия не казалась угрозой интересам Рима, зато успех похода опасно усиливал честолюбивого политика. Враги Красса настаивали, что война является нечестивой, так как мир нарушается без законного повода при существовании заключённого Помпеем договора о мире и дружбе. Во время собрания, на котором был проведён закон о распределении провинций, против Марка Лициния особенно активно выступал народный трибун Атей: он даже приказал ликтору арестовать Красса, а когда из этого ничего не вышло, подверг консула религиозному проклятию. Красс отправился в провинцию, вопреки установившейся традиции не дожидаясь даже окончания своего консульского года. В 54 году до н. э. он вторгся в Месопотамию и занял ряд городов за Евфратом. Для зимовки он вернулся в Сирию, и Плутарх назвал это серьёзной ошибкой: по его мнению, Марк Лициний дал врагу время подготовиться, хотя мог тогда же занять Вавилон и Селевкию.
Зимой 54—53 годов до н. э. Красс разграбил Иерусалимский храм и святилище богини Атарматис в сирийском Иераполе. Тогда же к нему прибыл сын Публий с тысячей галльских всадников, присланный Цезарем (под началом которого молодой Красс воевал в Галлии). Царь Армении Артавазд II тоже приехал в Сирию и предложил Марку Лицинию свою армию (именно 10 тысяч тяжеловооружённых всадников) в случае, если римляне двинутся в поход через Армению на Атропатену (как впоследствии это сделал Марк Антоний). По его словам, горы и холмы лучше всего подходили для сражений с парфянами (очевидно, Артавазд преследовал при этом и собственные цели, собираясь с помощью римлян расквитаться с враждебным соседом — царём Атропатены). Красс, хотя и «остался очень доволен расположением царя», предпочёл первоначальный план вторжения вглубь Месопотамской равнины на Селевкию.
Весной 53 года до н. э. Марк Лициний снова двинулся в Месопотамию в надежде взять зимнюю столицу парфянских царей Селевкию на Тигре. Под его началом находились семь легионов пехоты и 4 тысячи конницы. Парфянский царь Ород II с основными силам вторгся в Армению, чтобы лишить Красса поддержки армянской конницы; для прикрытия Месопотамии он оставил полководца Сурену. Очевидно, римляне планировали выйти к Тигру и далее вдоль Тигра спуститься к Селевкии; но для своего движения от Евфрата к Тигру они выбрали неудачный маршрут — через безводную местность. Проводником римской армии был царь Эдессы Абгар II, оказавшийся в конечном итоге парфянским агентом. Воинов Красса постоянно беспокоила лёгкая парфянская кавалерия, а Артавазд не смог прислать обещанное подкрепление, поскольку сам отражал вторжение врага. При Каррах в мае 53 года Марку Лицинию пришлось принять сражение в невыгодных для себя условиях. Римляне несли тяжёлые потери от конных парфянских лучников, расстреливавших римскую пехоту совершенно безнаказанно. Красс послал в атаку своего сына Публия с 6-тысячным отрядом. Парфяне обратились в притворное бегство, завлекая младшего Красса как можно дальше от основных сил; в конце концов он попал в ловушку и погиб. Увидев его голову на парфянском копье, римляне пришли в уныние. Они всё-таки смогли продержаться до ночи, а потом бросили лагерь вместе с 4 тысячами раненых и укрылись в Каррах; Марк Лициний, впавший в апатию, не пытался им помешать.
Уже в следующую ночь остатки римской армии отдельными группами двинулись в сторону границы. Достичь Сирии смог только квестор Гай Кассий Лонгин с конным отрядом в 500 человек. Красс же с четырьмя когортами почти добрался до горной гряды, где можно было спастись от врага, но парфяне его настигли. Угрозами римляне заставили проконсула согласиться на переговоры, хотя он и не доверял врагу. При встрече с парфянским полководцем Суреной Марк Лициний договорился о мире, но дальше произошло непредвиденное:

Когда Красс приказал привести свою лошадь, Сурена сказал: «Не надо, царь дарит тебе вот эту», — и в ту же минуту рядом с Крассом очутился конь, украшенный золотой уздой. Конюшие, подсадив Красса и окружив его, начали подгонять лошадь ударами. Первым схватился за поводья Октавий, за ним военный трибун Петроний, а затем и прочие стали вокруг, силясь удержать лошадь и оттолкнуть парфян, теснивших Красса с обеих сторон. Началась сумятица, затем посыпались и удары; Октавий, выхватив меч, убивает у варваров одного из конюхов, другой конюх — самого Октавия, поразив его сзади. Петроний был безоружен, он получил удар в панцирь, но соскочил с лошади невредимый. Красса же убил парфянин по имени Эксатр.
— Плутарх. Красс, 31.
Дион Кассий описывает смерть Марка Лициния в целом сходно: была договорённость, что полководцы встретятся на равном расстоянии от войск с равным числом людей в свите. Красс спустился на равнину, и парфяне предложили ему коня. В завязавшейся затем схватке, Красс был тяжело ранен и добит одним из римлян, когда на подмогу своим подоспели другие парфяне и плен стал неизбежен. Парфяне лили в рот мёртвого Красса расплавленное золото, издеваясь над его алчностью. Согласно Плутарху, голову и правую руку Красса отправили Ороду, который в это время примирился с Артаваздом и пировал вместе с ним в армянской столице Арташате. Голова была вынесена на сцену перед Артаваздом, Ородом и придворными во время театральной постановки — трагедии Еврипида «Вакханки» (она была вынесена, надетой на тирс, актёром, который играл мать Пенфея, в безумии носящуюся с головой своего сына).

## Интеллектуальные занятия
Согласно Плутарху, Красс был «сведущ в истории и не чужд философии». Однажды он сказал, что никто из его рода не жил дольше шестидесяти лет, и отсюда в историографии делают вывод, что Марк Лициний хорошо знал историю своей семьи.
Красс потратил много сил на освоение ораторского искусства. Цицерон утверждает, что у Марка Лициния не было соответствующего таланта, но он компенсировал это «прилежным трудом и благожелательным влиянием», благодаря чему добился больших успехов. «Латинский язык его был чист, слова не избитые, построение тщательное, однако никаких блёсток или прикрас; большое душевное напряжение — и никакого усилия в голосе: почти все произносилось им на один лад и в одной манере». Плутарх, напротив, говорит, что Красс был одним из лучших ораторов Рима «от природы».
Известны имена нескольких подзащитных Красса. Это Луций Лициний Мурена (63 год до н. э., обвинение в подкупе избирателей), Публий Сестий и Марк Целий Руф (56 год до н. э., обвинение в насилии), Луций Корнелий Бальб (56 год, обвинение в незаконном присвоении римского гражданства). Во всех этих процессах товарищем Красса по защите был Цицерон.

## Семья
Красс был женат на Тертулле, вдове своего старшего брата Публия. Последний умер не позже 88 года до н. э., а Марк женился не позже 86 года. О происхождении Тертуллы ничего не известно: источники не называют даже её родовое имя (Тертулла — сокращённое от Терция, «третья»). В этом браке родились двое сыновей — Марк и Публий. Исходя из данных римской ономастики и особенностей карьеры братьев, рождение Марка Лициния датируют первой половиной 85 года до н. э., а рождение Публия Лициния — 82 или 81 годом. Но выдвигаются и гипотезы, в соответствии с которыми Публий был старшим сыном.
Источники сообщают о супружеской неверности Тертуллы: она была любовницей Цезаря, а один из её сыновей, по словам Плутарха, был очень похож внешне на некоего Аксия, «что пятнало его мать позорными подозрениями». Тем не менее Красс прожил всю жизнь в единственном браке, что отличало его от многих других современников; его дом Цицерон назвал в одной из речей «высоконравственным».

## Красс в источниках
Марк Лициний занимает важное место во многих произведениях своего младшего современника Марка Туллия Цицерона. При этом последний упоминает Красса почти исключительно с неприязнью (исключением являются только некоторые публичные речи — как правило, произнесённые в тех процессах, в которых Цицерон и Красс выступали на одной стороне) и даже называет негодяем. Тем не менее Марк Туллий писал Крассу в январе 54 года до н. э., когда тот уже уехал в Сирию, о «старой дружбе», признавая, что таковой пришлось пострадать от «перемен судьбы» (О. Любимова назвала это письмо «льстивым и неискренним», а сам Цицерон уже в декабре 54 года извинялся за это вынужденное примирение перед Лентулом Спинтером). Между двумя политиками были три крупных конфликта: когда Цицерон приписал главную роль в разгроме Спартака Помпею и когда Красс поддерживал врагов Цицерона — Публия Клодия и Авла Габиния. В начале 50-х годов Цицерон написал сочинение «О своих замыслах», в котором выдвигались различные обвинения против Марка Лициния, но приказал не публиковать его до своей смерти. Текст не сохранился, и судить о содержании этой работы сложно. После гибели Красса Цицерон 7 лет о нём не писал; в трактате «Брут» он высказался об ораторском даровании Марка Лициния крайне сдержанно, а в последующих трактатах, начиная с «Парадоксов стоиков», говорил о Крассе как о примере корыстолюбия.
О. Любимова считает, что Цицерон создал в своих поздних произведениях искажённый образ «Красса-корыстолюбца», который перешёл затем и в другие источники и даже в историографию, затмевая реальный образ Красса-политика. Так, согласно Веллею Патеркулу, Марк Лициний, «безупречнейший во всем остальном, равнодушный к наслаждениям, не знал меры и не признавал границ в страстной жажде славы и денег». В изображении Флора гибель Красса стала карой за «жажду парфянского золота». О «неуёмной жажде наживы» пишет и Орозий.
Наиболее пространную характеристику личности Красса оставил Плутарх, объединивший Красса в пару с афинянином Никием:

Блеск его многочисленных добродетелей омрачается лишь одним пороком — жаждой наживы… Красс любил показывать свою щедрость гостям. Дом его был открыт для всех, а своим друзьям он даже давал деньги взаймы без процентов, но вместе с тем по истечении срока требовал их от должников без снисхождения, так что бескорыстие его становилось тяжелее высоких процентов. На обедах его приглашенными были преимущественно люди из народа, и простота стола соединялась с опрятностью и радушием, более приятным, чем роскошь… Что касается умственных занятий, то он упражнялся главным образом в ораторском искусстве, стремясь завоевать известность у народа. Будучи от природы одним из первых среди римлян ораторов, Красс старанием и трудом достиг того, что превзошёл даровитейших мастеров красноречия. Не было, говорят, такого мелкого и ничтожного дела, за которое он взялся бы не подготовясь… Этим-то всего больше он и нравился народу, прослыв человеком, заботящимся о других и готовым помочь. Нравились также его обходительность и доступность, проявлявшиеся в том, как он здоровался с приветствовавшими его. Не было в Риме такого безвестного и незначительного человека, которого он при встрече, отвечая на приветствие, не назвал бы по имени.— Плутарх. Красс, 3.

## Красс в историографии
Из-за бесславного окончания парфянского похода Красс не удостоился столь же пристального изучения в историографии, как его товарищи по триумвирату. Долгое время его оценивали как менее способного и менее решительного, чем Помпей и Цезарь и к тому же как человека, для которого на первом месте стояло богатство, а не власть. М. Гельцер даже назвал его «расчётливым буржуа».
В 1966 году Ф. Эдкок выпустил небольшую работу «Marcus Crassus, Millionaire» («Марк Красс, миллионер»). Британский исследователь выдвинул ряд тезисов, призванных частично пересмотреть традиционную трактовку личности Красса и различных аспектов его деятельности. В частности, Эдкок обратил особое внимание на влияние смерти отца на начало карьеры Марка Лициния и предположил, что Красс-младший не был главным виновником победы в битве у Коллинских ворот. Британский учёный выдвинул гипотезу, что Марк Лициний поддержал Катилину, не желая участвовать в заговоре, а только надеясь помочь амбициозному Катилине с продвижением по карьерной лестнице; он допустил, что самороспуск цензоров в 65 году до н. э. был следствием неудачи не по египетскому, а по транспаданскому вопросу. Эдкок также предположил, что Крассом двигала не жажда власти, а одно лишь стремление обогатиться (впрочем, этот аргумент встречается и в источниках), и что целью парфянского похода было установление контроля за торговлей шёлком. Наконец, британский исследователь вслед за Р. Саймом развил идею о том, что рассказ о вражде Красса и Помпея в сохранившихся источниках является порождением политической пропаганды середины I века до н. э. В то же время Красс в изображении Эдкока остался, по мнению рецензентов, доблестным и энергичным, но недостаточно талантливым полководцем.
К концу 1970-х относится издание ещё двух монографий о Крассе на английском языке. В 1976 году обобщающую работу о Крассе «Crassus: A Political Biography» («Красс: политическая биография») выпустил Брюс Маршалл, а уже в 1977 году вышла монография Аллена Уорда «Marcus Crassus and the Late Roman Republic» («Марк Красс и поздняя Римская республика»). В отличие от Плутарха, сконцентрировавшего основное внимание на парфянском походе, Аллен Уорд уделил этой кампании немного места — намного меньше, чем подавлению восстания Спартака. В частности, автор предлагает собственные варианты передвижения войск Красса по Италии. Исследователь отрицает существование первого заговора Катилины, считает, что Красс и Цезарь действительно поддерживали Катилину, а весь 63 год до н. э. вели двойную игру с заговорщиками и сенаторами. Большое внимание Уорд уделяет изучению просопографических связей внутри нобилитета и их влиянию на римскую политику. Кроме того, Уорд, в отличие от Эдкока, полностью признаёт существование вражды Красса и Помпея. Но автор, как замечают рецензенты, ничего не говорит об истоках этой вражды, а также не раскрывает процесс накопления огромного богатства. Кроме того, отчасти из-за неудовлетворительного состояния источников немало его утверждений оформлены как осторожные предположения. В целом Красс в изображении Уорда характеризуется как интриган без определённой политической программы, часто прибегавший к компромиссам; богатство для него было не целью, а средством.
В начале 2010-х годов вышла серия статей российской исследовательницы О. Любимовой, посвящённая главным образом ранним этапам жизни Красса. В них автор старается доказать, в частности, что Марк Лициний на протяжении большей части 70-х годов до н. э. выступал за восстановление власти народных трибунов; изучается проблема участия Красса в заговоре Катилины; помещается в общеполитический контекст суд над Марком Лицинием и весталкой Лицинией в 73 году до н. э.; делается предположение об истоках конфликта между Крассом и Помпеем.

## Красс в современной культуре
Марк Лициний стал персонажем ряда художественных произведений. Это романы под названием «Спартак» Р. Джованьоли (1874) и Г. Фаста (1951), одноимённые повесть В. Яна (1933) и дилогия А. Валентинова, роман М. Галло «Спартак. Бунт непокорных» (2006), романы К. Маккалоу «Фавориты Фортуны» (1993) и «Женщины Цезаря» (1996).
Красс фигурирует в ряде художественных фильмов, посвящённых восстанию Спартака:
- В фильме «Спартак» 1960 года роль Красса исполнил Лоренс Оливье[200].
- В фильме «Спартак» 2004 года роль Красса исполнил Ангус Макфадьен[201].
- В сериале «Спартак: Война проклятых» 2013 года роль Красса исполнил Саймон Мерреллс[202].